# Wadjourou
Wadjourou (ou Serobe-Djagol) est un village de la commune de Martap située dans la Région de l'Adamaoua et le département de la Vina au Cameroun.

## Population
Lors du recensement de 2005, on y a dénombré 1 635 habitants dont 806 de sexe masculin et 829 de sexe féminin.

## Climat
La commune de Martap se caractérise par un climat tropical. Avec une variation de 2,5 °C, tout au long de l'année, mars est le mois le plus chaud (24,5 °C) et juillet est le mois le plus froid (24,5 °C) en moyenne. Cependant, la température peut s'élever à 31,7 °C en février, comme elle peut diminuer jusqu'à atteindre 15 °C en mois de janvier.
Cependant, la variation des précipitations atteint les 272 mm entre 274 mm au mois d'août et seulement 2 mm en décembre et en janvier.